# Bassus facetus
Bassus facetus är en stekelart som först beskrevs av Günther Enderlein 1920.  Bassus facetus ingår i släktet Bassus och familjen bracksteklar. Inga underarter finns listade.